# Sumik kanałowy
Sumik kanałowy, sum kanałowy (Ictalurus punctatus) – gatunek ryby z rodziny sumikowatych (Ictaluridae). Poławiany jako ryba konsumpcyjna i akwariowa (zwłaszcza forma albinotyczna). Osiąga maksymalnie 132 cm długości i masę ciała do 26 kg.

## Występowanie
W akwenach wschodnich i środkowych obszarów Ameryki Północnej. Preferuje głębokie, czyste, dobrze natlenione wody jezior i rzek nad piaszczystym lub skalistym dnem ale spotykany jest również w ciepłych, zarośniętych wodach kanałów, starorzeczy, stawów i wolno płynących rzek.
Introdukowany w kanałach południowej Anglii.